# Brillecourt
Brillecourt ist eine französische Gemeinde mit 87 Einwohnern (Stand 1. Januar 2022) im Département Aube in der Region Grand Est; sie gehört zum Arrondissement Troyes und zum Kanton Arcis-sur-Aube.

## Geografie
Die Gemeinde liegt in der Champagne an der Mündung des Ravet in die Aube; auf halber Strecke zwischen Paris und Nancy.

## Bevölkerungsentwicklung
| Jahr      | 1962 | 1968 | 1975 | 1982 | 1990 | 1999 | 2008 | 2018 |
| Einwohner | 111  | 112  | 114  | 82   | 77   | 81   | 87   | 86   |

## Sehenswürdigkeiten
- Kirche Saint-Pierre-ès-Liens (St. Peter in Ketten) aus dem 12. Jahrhundert

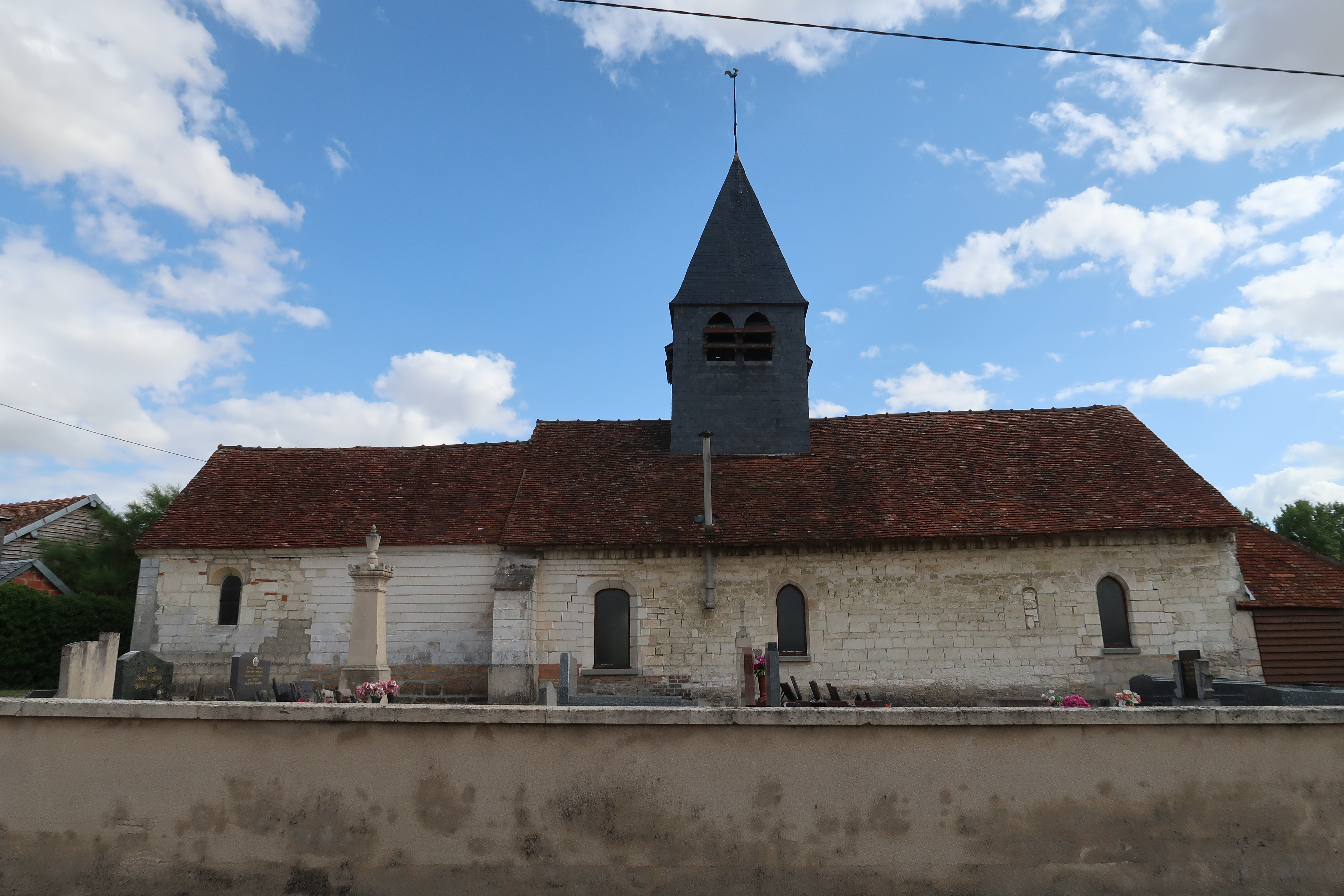
Kirche Saint-Pierre-aux-Liens